# ليو ياماشيتا
ليو ياماشيتا (باليابانية: 山下 令雄) (19 مايو 1998 في أوساكا في اليابان – )؛ هو لاعب كرة قدم ياباني سابق كان يلعب كمدافع.

## وصلات خارجية
- ليو ياماشيتا على موقع رابطة كرة القدم اليابانية للمحترفين (اليابانية)
- ليو ياماشيتا على موقع قاعدة بيانات كرة القدم.إي يو (الإنجليزية)
- ليو ياماشيتا على موقع Soccerway.com (الإنجليزية)
- ليو ياماشيتا على موقع عالم كرة القدم.نت (الإنجليزية)